# Джон Нгу Фонча
Джон Нгу Фонча (англ. John Ngu Foncha; 21 червня 1916 — 10 квітня 1999) — камерунський державний і політичний діяч, прем'єр-міністр Західного Камеруну від жовтня 1961 до травня 1965 року.
Також від 1 лютого 1959 до 1 жовтня 1961 року обіймав посаду голови уряду Британського Камеруну.
1994 року очолював делегацію Південнокамерунської національної ради в ООН, що вимагала розширення автономії англомовних провінцій Камеруну.